# Biagio Bartalini
Pour les articles homonymes, voir Bartalini.
Biagio Bartalini est un médecin et un botaniste italien, né en 1750 à Torrita di Siena et mort en 1822 à Sienne.

## Biographie
Bartalini est le directeur du jardin botanique de Sienne de 1782 à 1822, il transforme l’antique jardin botanique (fondé en 1588) en jardin botanique de l’université. Il enrichit ce jardin par un millier d’espèces nouvelles. Bartalini reçoit la chaire de sciences naturelles en 1786. Il fait paraître en 1776 le Catalogo delle piante dei dintorni di Siena où il est l’un des premiers à utiliser en Italie la nomenclature proposée par Carl von Linné (1707-1778). Il est président de l’Académie des Fisiocritici de 1815 à 1819.